# دبليو 50 (قنبلة نووية)
دبليو 50 هو رأس حربي نووي حراري أمريكي يستخدم في الصاروخ النووي المتوسط المدى. تم استخدامه أيضا على صواريخ مضادة للقذيفة ولكن تم إلغاء هذا البرنامج قبل نشره. تم تطوير دبليو 50 من قبل مختبر لوس ألاموس الوطني.
هناك نوعان رئيسيان من الإنتاج نموذج 1 و نموذج 2 ويعتقد أن دبليو 50 كان مصدرا لتصميم المرحلة الثانية من تصميم دبليو 8 للرؤوس الحربية.
تم تصنيع دبليو 50 من عام 1963 حتى عام 1965 حيث تم إنتاج 280 قنبلة. تم خروجها من الخدمة ابتداء من عام 1973 حتى عام 1991.